# Satsadverbial
Satsadverbial är en satsdel som modifierar satsinnehållet som helhet och ofta uttrycker modalitet (möjligtvis, kanske, antagligen), talarens uppfattning om det sagda (lyckligtvis, förhoppningsvis) eller relaterar satsinnehållet till något i sammanhanget (alltså, dessutom, enligt x). Även andra adverbial som sätter in satsinnehållet i ett tidsligt eller rumsligt sammanhang modifierar hela meningens innehåll, medan adverbial med sättsbetydelse modifierar betydelsen av satsens predikatsdel.
Exempel: Han åker alltså förhoppningsvis inte idag. (han=subjekt, åker=predikat, alltså=satsadverbial, förhoppningsvis=satsadverbial, inte= satsadverbial,  idag=tidsadverbial)